# Конюшина паннонська
Конюшина паннонська (Trifolium pannonicum) — вид рослин з родини бобові (Fabaceae), поширений у Європі й Туреччині.

## Опис
Багаторічна рослина 40–80 см. Квітки 20–25 мм довжиною, з округлим нагорі прапором; трубка чашечки з нечіткими жилками, нижній зубець чашечки більш ніж наполовину довший від інших; головки великі, до 4 см завдовжки, яйцеподібні.

## Поширення
Поширений у Європі й Туреччині.
В Україні вид зростає на сухих луках, по узліссях і в світлих лісах — у зах. ч. лісових і лісостепових районів.